# Corteolona e Genzone
Corteolona e Genzone (Curtlòna e Gensón in dialetto pavese) è un comune italiano di 2 578 abitanti della provincia di Pavia in Lombardia.

## Storia
Sorta sulla Strada Regina che congiungeva Pavia con Piacenza e la Via Emilia, la strada da cui passarono Re e Imperatori, Corteolona, forse già villa in epoca romana, fu una Corte regia in cui risiedettero i re longobardi e franchi, quando Pavia era capitale del Regno Longobardo. Da qui nell'825 l'imperatore Lotario I emanò il capitolare che eleggeva Pavia a sede principale degli studi dell'Italia settentrionale, gettando le basi della futura Università. Successivamente la Curtis Olumna fu donata al monastero di San Salvatore di Pavia. Appartenne alla Campagna Sottana di Pavia, e nel XV secolo fu inclusa nella squadra (podesteria) del Vicariato di Belgioioso.
Sul finire del XV secolo, Ercole d'Este, figlio di Sigismondo d'Este, fu nominato dal duca di Milano, conte di Corteolona e Signore del Vicariato di Belgioioso (di cui Corteolona era sede amministrativa, essendo Belgioioso un feudo distinto). Il territorio di Corteolona entrò a far parte del feudo vasto amministrato dal ramo cadetto degli Este di San Martino (1490-1752). I feudi del pavese di Corteolona e Belgioioso, nel 1757 passarono per il matrimonio di Anna Ricciarda d'Este con Alberico Barbiano di Belgiojoso, ai principi Barbiano di Belgioioso.
Dal 1º gennaio 2016 l'ex comune di Corteolona si è fuso con quello di Genzone a formare il comune attuale.

### Simboli
Lo stemma e il gonfalone del comune di Corteolona e Genzone sono stati concessi con D.P.R. dell'8 marzo 2017.
Stemma
Lo stemma riunisce elementi ripresi dagli emblemi dei precedenti comuni di Corteolona (la corona d'oro, le spade decussate e la bilancia) e di Genzone (le sette spighe di grano, le due stelle e la fascia ondata).
Gonfalone

## Società

### Evoluzione demografica
Abitanti censiti